# Leah Bateman
Leah Angelica Bateman (9 de mayo de 1995 en Turlock) es una actriz estadounidense.

## Biografía
Bateman nació en Turlock, en el Condado de Stanislaus al Sur de California, Estados Unidos. Hija de Jonelle Bateman y Tim Bateman, es la mayor de 9 hermanos. La mayoría de sus hermanos y hermanas están también involucrados en el cine y la televisión, como Talitha Bateman, Gabriel Bateman, Justin Bateman, Aleq Bateman, Noah Bateman, Judah Bateman y Hannah Rochelle Bateman. Su ascendencia es inglesa, alemana, escocesa e irlandesa.

## Filmografía

### Cine
| Año  | Título original                 | Personaje      |
| ---- | ------------------------------- | -------------- |
| 2010 | To Kill a Demon (Cortometraje)  | Casey Draker   |
| 2012 | The Track (Cortometraje)        | Barbie         |
| 2012 | Down Under (Cortometraje)       | Nicola Radford |
| 2012 | Mila Dear to All (Cortometraje) | Lily           |
| 2014 | No One But Lydia (Cortometraje) | Lydia          |
| 2014 | George Biddle, CPA              | Niña           |
| 2015 | Fire Twister                    | Barbie         |
| 2016 | Little Savages                  | Abella         |

### Televisión; series y películas
| Año  | Título original                | Personaje      | Notas                                                        |
| ---- | ------------------------------ | -------------- | ------------------------------------------------------------ |
| 2012 | Shake It Up!                   | Niña           | Serie de televisión - Episodio Copy Kat It Up                |
| 2013 | Ray Donovan                    | Chica          | Serie de televisión - Episodio Black Cadillac                |
| 2014 | Rizzoli & Isles                | Emma           | Serie de televisión - Episodio All for One                   |
| 2014 | CSI: Crime Scene Investigation | Heather Connor | Serie de televisión - Episodio Uninvited                     |
| 2014 | Wild Card                      | Michelle       | Serie de televisión - Episodio Pilot                         |
| 2015 | K.C. Undercover                | Alina Grady    | Serie de televisión - Episodio Give Me A 'K'! Give Me A 'C'! |
| 2015 | Eyewitness                     | Cassie         | Película para televisión                                     |
| 2015 | Aquarius                       | Janet          | Serie de televisión - 6 episodios                            |